# Pourriture brune des cabosses du cacaoyer
La pourriture brune des cabosses du cacaoyer est une maladie cryptogamique qui affecte les plantations de cacaoyers dans toutes les régions de production. Elle est due à plusieurs espèces de « pseudochampignons » (Oomycota) du genre Phytophthora, notamment  Phytophthora megakarya qui est l'une des plus agressives, et entraîne des pertes de rendement considérables, pouvant dépasser 50 %, et la mort de 10 % environ des arbres. Elle se manifeste par des taches évolutives, d'abord brunes puis virant au noir sur les cabosses, et entraîne une défoliation des arbres et des nécroses et chancres sur le tronc, les branches et les racines.
Le nom commun de cette maladie, « pourriture brune », est le même en portugais, podridão parda, tandis qu'on l'appelle « pourriture noire » en espagnol, podredumbre negra, et en anglais, black pod rot. Pour éviter tout risque de confusion au niveau international, certains auteurs proposent de l'appeler « pourriture à phytophthora ». A noter qu'en français, l'expression « pourriture noire » désigne la maladie créée chez le cacaoyer par une autre espèce fongique, Botryodiplodia theobroma.

## Agents pathogènes
Sept espèces d'oomycètes appartenant au genre Phytophthora ont été identifiés comme agents pathogènes responsables de la pourriture brune des cabosses.
Ces  sont les suivantes : Phytophthora capsici, Phytophthora citrophthora, Phytophthora heveae, Phytophthora katsurae, Phytophthora megakarya, Phytophthora megasperma et Phytophthora palmivora.
Bien que tous ces agents pathogènes puissent causer la maladie, les deux principaux  sont Phytophthora megakarya et Phytophthora palmivora. Les agents pathogènes de la pourriture brune des cabosses affectent tous les cacaoyers dans le monde entier. Phytophthora capsici et Phytophthora citrophthora se rencontrent en Amérique centrale et en Amérique du Sud, tandis que d'autres comme Phytophthora megakarya sont présents en Afrique centrale et occidentale. A Hawaï, c'est Phytophthora palmivora qui est l'unique responsable de la maladie. Ces agents pathogènes peuvent affecter tous les organes des cacaoyers, mais sont plus dévastateurs dans le fruit lui-même, qui se transforme en une enveloppe momifiée noire, inutilisable et invendable.

## Hôtes

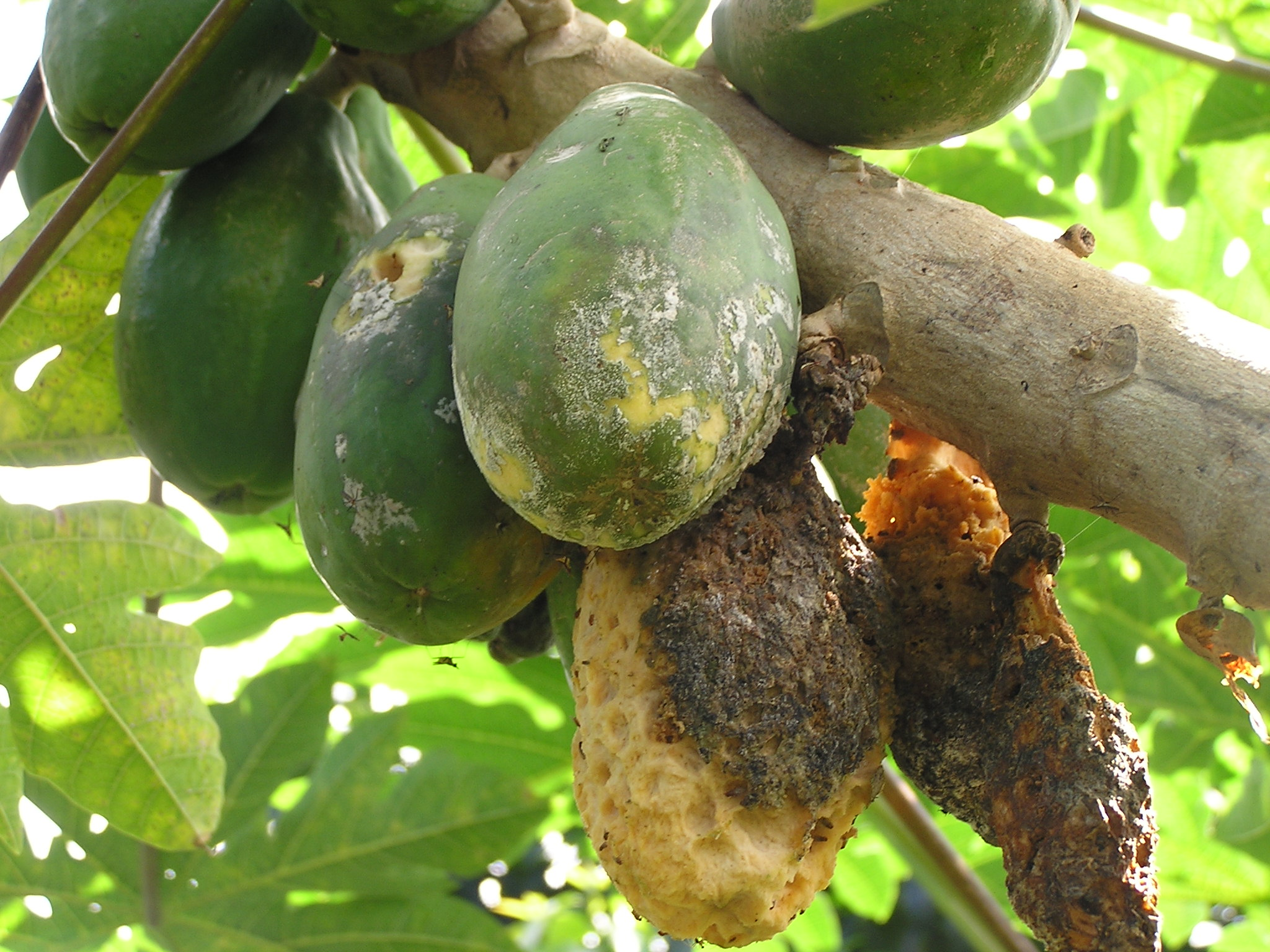
Pourriture des fruits du papayer (Carica papaya) causée par Phytophora palmivora (Kainaliu - Hawaï).

La pourriture brune des cabosses du cacaoyer est, comme son nom l'indique, une maladie qui affecte principalement le cacaoyer (Theobroma cacao), mais les agents pathogènes peuvent attaquer d'autres espèces d'arbres-hôtes. Par exemple, Phytphthora megakarya a été détecté dans les racines d'arbres d'ombrage en Afrique de l'Ouest. Phytphthora palmivora peut affecter plus de 150 espèces de plantes-hôtes dans les régions tropicales, mais certaines souches peuvent n'avoir qu'un seul ou plusieurs hôtes. Cependant, alors que ces arbres peuvent également être affectés par ses agents pathogènes, c'est  la valeur marchande des plantations de cacaoyers qui explique que  la recherche soit centrée sur la maladie des cacaoyers.
Dans les îles du Pacifique, l'agent causal de la maladie, Phytophthora palmivora, attaque de nombreuses  autres espèces cultivées, notamment l'anacardier, l’ananas, l’arbre à pain, le cocotier, l'hévéa, le palmier à bétel, le palmier à huile, le papayer, le poivrier noir.

## Répartition et environnement
Phytophthora megakarya se rencontre en Afrique centrale et occidentale. Pendant les périodes plus fraîches et humides de l'année, il y a un pic de l'incidence de la pourriture brune des cabosses par rapport aux périodes plus chaudes et plus sèches. La maladie a un pic peu de temps après une période de pluie. Le temps humide associé à cet agent pathogène et à tous les autres pathogènes de la pourriture brune est nécessaire car les sporanges se forment et commencent à disperser des spores grâce aux précipitations, aux éclaboussures et à l'eau courante. Ce comportement des agents pathogènes, dont la propagation nécessite de l'eau, explique qu'il y ait presque toujours un pic d'incidence de la maladie peu après la saison des pluies.

## Épidémiologie
Par temps humide, une seule cabosse momifiée infectée par Phytophthora palmivora peut produire jusqu'à 4 millions de sporanges qui peuvent être disséminés par la pluie, les fourmis, les insectes volants, les rongeurs, les chauves-souris et le matériel de taille contaminé. Dans le cas de Phytophthora megakarya, la sporulation est généralement plus abondante. La phase terrestre du cycle de la maladie à Phytophthora megakarya provoque une infection des racines, ce qui maintient un réservoir d'inoculum qui libère des zoospores dans l'eau de surface du sol. Phytophthora megakarya ne survit pas dans les cabosses momifiées mais peut survivre dans les débris infectés pendant au moins 18 mois, tandis que Phytophthora palmivora survit moins de 10 mois dans le sol.

### Dispersion de l'inoculum

#### Sol et litière
On a démontré que l'infection se propage davantage vers les cabosses sur sol nu que vers celles situées sur un sol couvert de litière. La raison en est que la pluie tombant sur le sol nu provoque des éclaboussures qui propagent l'inoculum jusqu'aux cabosses, tandis que  la litière sous les arbres protège les particules de sol ainsi que l'inoculum sous la litière et empêche qu'elles soient projetées sur les cabosses. On a constaté en outre que les cabosses proches du sol présentaient des infections plus importantes que celles situées plus haut dans l'arbre en raison du fait que les cabosses basses sont davantage atteintes par des particules de sol collantes.

#### Dispersion dans l'air et dans l'eau

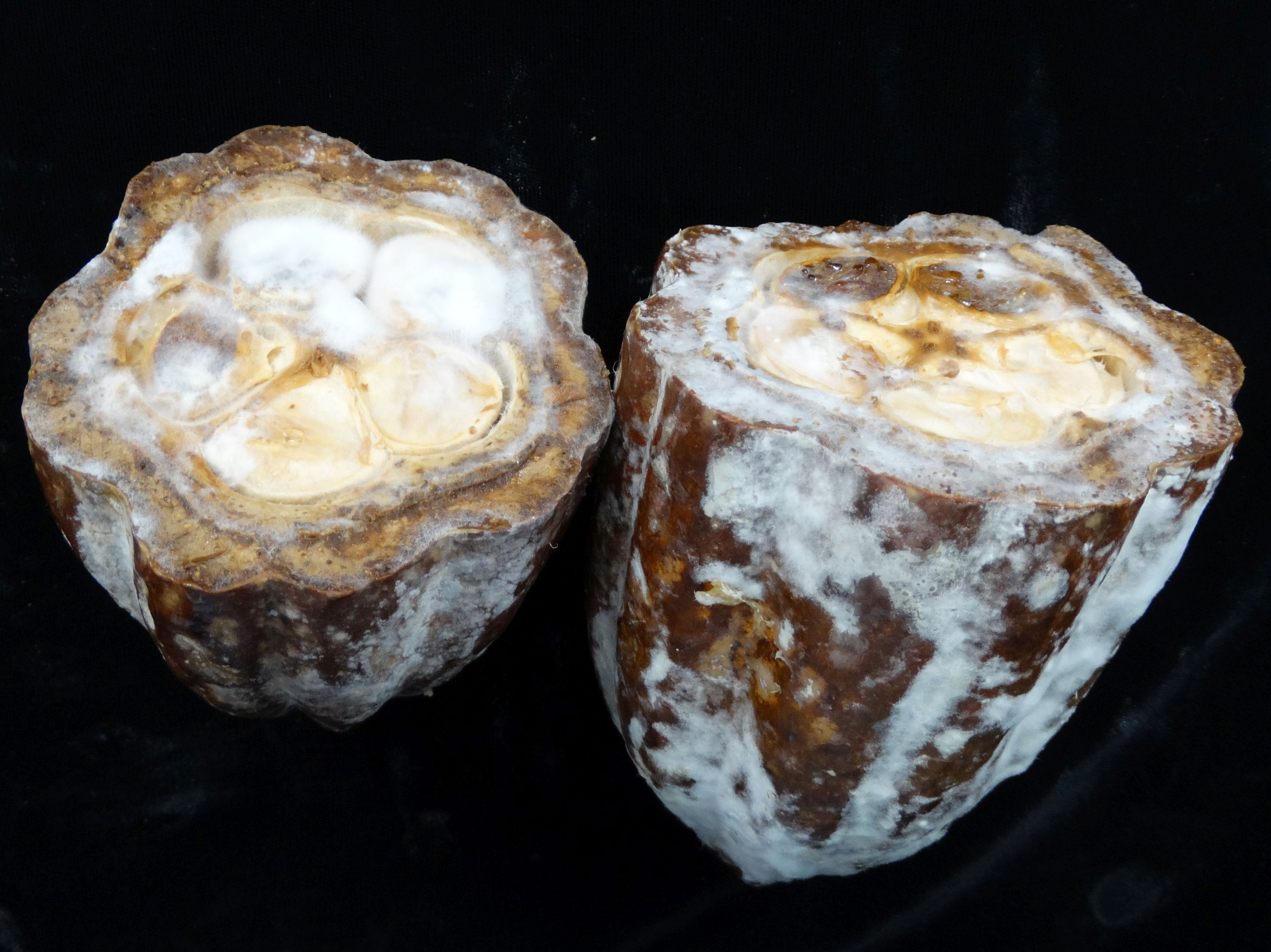
Coupe transversale d'une cabosse infectée par Phytophthora palmivora, montrant l'intérieur de la cabosse et les fèves de cacao envahies par le mycélium.

La propagation des spores dans l'air à partir de cabosses infectées a été observée et certaines hypothèses concernant ce mécanisme de dispersion ont été formulées dans diverses études, cependant une expérience, qui a consisté à recueillir des spores dans l'air en utilisant un piège à spores volumétrique, a donné des résultats peu convaincants, en raison  de la petite quantité de spores recueillie dans le piège.
En revanche, la dispersion de l'inoculum par la pluie est considérée comme un mécanisme de diffusion efficace. On a supposé que sous un couvert végétal fermé, moins d'eau atteindrait les cabosses sporulantes pour répandre l'inoculum, cependant les gouttes de pluie tombant sur les feuilles et les branches pourraient également propager l'inoculum dans les environs. Les cabosses infectées tombées au sol ou sur la litière pourraient également propager l'inoculum, mais une infection plus importante a été observée sur les cabosses situées au-dessous de cabosses infectées encore suspendues à l'arbre par rapport à des cabosses situées au même niveau que les cabosses infectées. Les éclaboussures dues aux gouttelettes soufflées par le vent provenant de cabosses infectées sont également capables d'infecter les cabosses situées sur d'autres arbres à proximité.

#### Rôle des invertébrés
La dispersion de la maladie est également associée à des vecteurs invertébrés. Au Ghana, des espèces de fourmis charpentières telles que Crematogaster striatula et Camponotus acvapimensis ont été signalées comme des vecteurs importants de dissémination des spores de Phytophthora palmivora des cabosses infectées vers les cabosses saines.
L'espèce Crematogaster striatula est considérée comme le principal vecteur, responsable des pertes de cabosses noires, en raison de son comportement de construction de tente ainsi que de sa prédominance dans la zone. Au Ghana, Crematogaster striatula enlève la couche externe de la cabosse de cacao et utilise ce matériau pour construire la tente. Par conséquent, cette fourmi propage efficacement la maladie en transportant les spores des cabosses infectées vers des cabosses saines sur les arbres ou vers le sol. Plusieurs autres espèces de fourmis à savoir Crematogaster africana, Crematogaster clariventris et Crematogaster depressa sont également responsables de la propagation de la maladie en plus de Crematogaster striatula.
En outre, Camponotus acvapimensis, autre espèce de fourmis constructrices de tente qui utilise le sol comme matériau de construction pour la construction de la tente, a été identifiée comme le principal agent de propagation de l'inoculum au Nigeria. Le sol a été identifié comme la source d'inoculum de Phytophthora megakarya et par conséquent, on suppose que cette espèce de fourmis pourrait utiliser le sol infecté pour construire des tentes, ce qui contribue à infecter les cabosses saines.
D'autres invertébrés sont associés à la propagation de la maladie, dont  plusieurs espèces de coléoptères, d'escargots, de chenilles et de mille-pattes.
On a trouvé des échantillons fécaux de ces organismes contenant des spores viables de Phytophthora palmivora. Un coléoptère de la famille des Nitidulidae est considéré comme le vecteur le plus commun de la maladie car on l'a trouvé dans 50 à 60 % des occurrences de cabosses noires. Ces invertébrés consomment la couche externe des cabosses infectées et ingèrent incidemment le mycélium et les spores de l'agent pathogène, qu'ils propageant ainsi à d'autres cabosses saines.

## Signes et symptômes

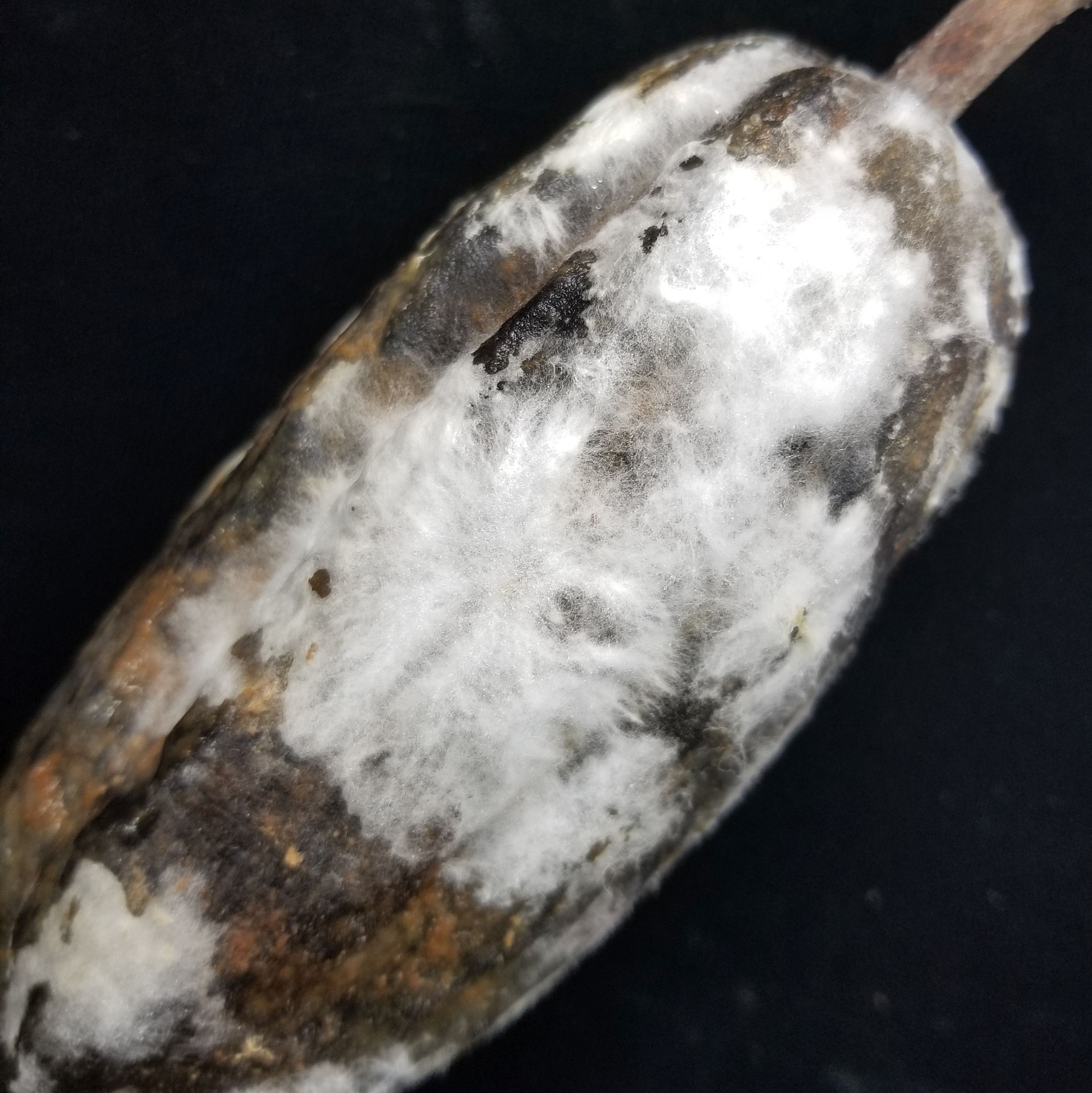
Cabosse infectée recouverte de mycélium blanc.

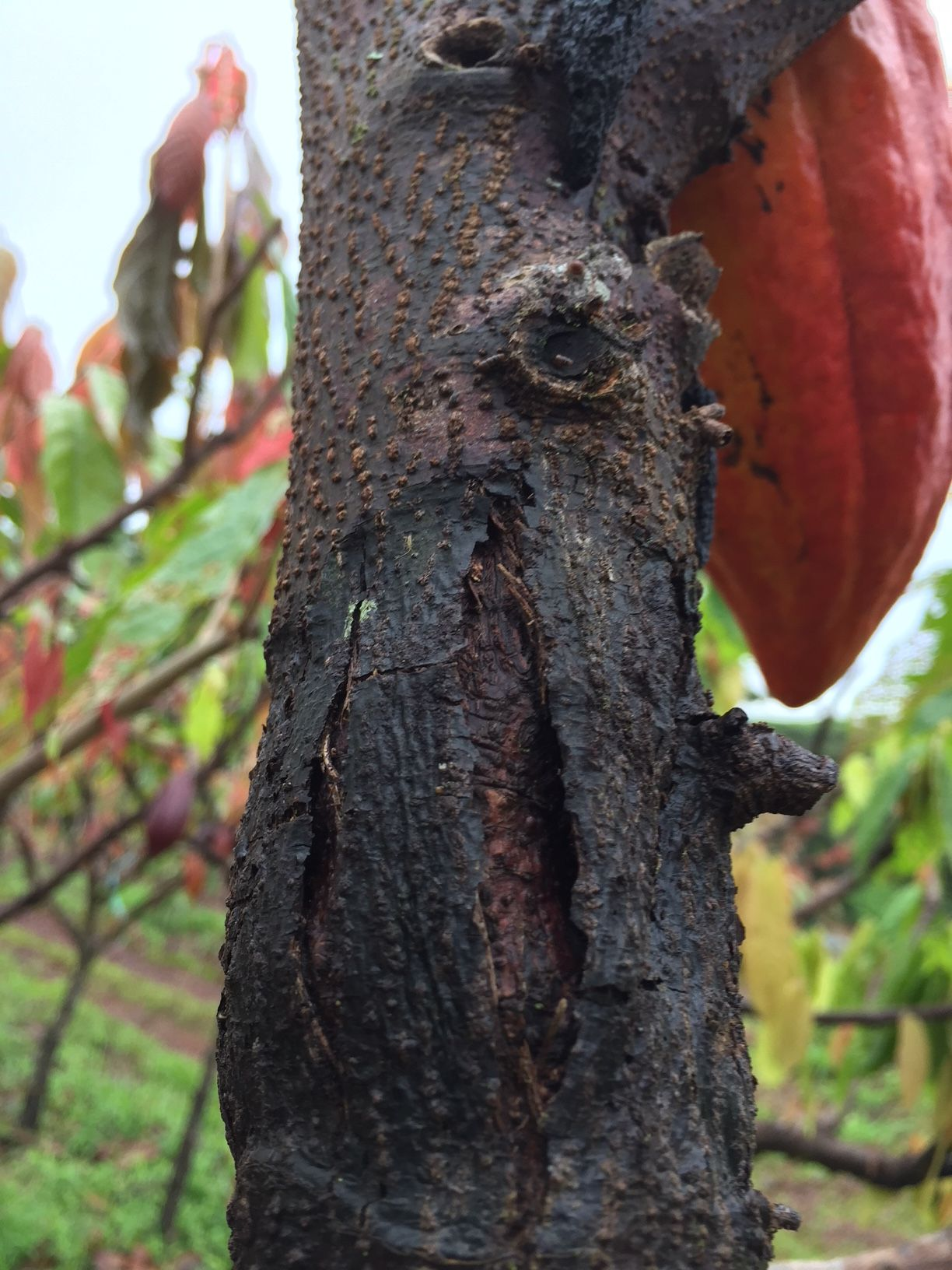
Chancre et lésion du tronc dus à Phytophthora palmivora.

La maladie de la pourriture brune des cabosses se manifeste par des lésions nécrotiques sur les cabosses de cacao de couleur brune ou noire, qui finissent par s'agrandir pour couvrir toute la surface des cabosses. La croissance d'un mycélium blanc sur les lésions apparues plusieurs jours après l'infection est le signe de l'agent pathogène causal qui est une espèce de Phytophthora sp.
Chez les cacaoyers, l'infection, notamment par Phytophthora megakarya se manifeste aussi par des chancres sur  l'écorce, les coussinets floraux et le tronc. Ces chancres exsudent souvent une gomme rougeâtre qui réduit la durée de vie de l'arbre, et aussi le rendement de la plante. Le site d'infection le plus dévastateur est constitué par les fleurs, car celles-ci sont à l'origine des fruits. Une fleur infectée donnera un fruit infecté, qui deviendra noir et ne pourra pas être récolté ni transformé.

## Cycle de la maladie
La pourriture des cabosses commence lorsque apparaissent sur les cabosses infectées de petites taches jaunes qui finissent par devenir brunes et s'agrandissent pour former une lésion brun foncé ou noire en cinq jours. La lésion se développe rapidement et recouvre toute la cabosse après huit jours d'infection. L'infection ne se limite pas à la surface de la cabosse, mais envahit également l'intérieur affectant les fèves. La croissance du mycélium blanc sur les cabosses infectées est visible après 11 jours et la sporulation commence à ce stade. La dispersion des sporanges ou zoospores par l'intermédiaire de l'eau, des fourmis et d'autres insectes, se produit à ce stade et infecte d'autres cabosses saines à proximité. Le contact direct d'une cabosse noire avec des cabosses saines conduit également à la propagation de la maladie.
De plus, les coussinets floraux infectés et des cabosses momifiées sont, pendant la saison sèche, le lieu de survie de Phytophthora palmivora, où l'agent pathogène peut continuer à se développer et à infecter d'autres cabosses en croissance.

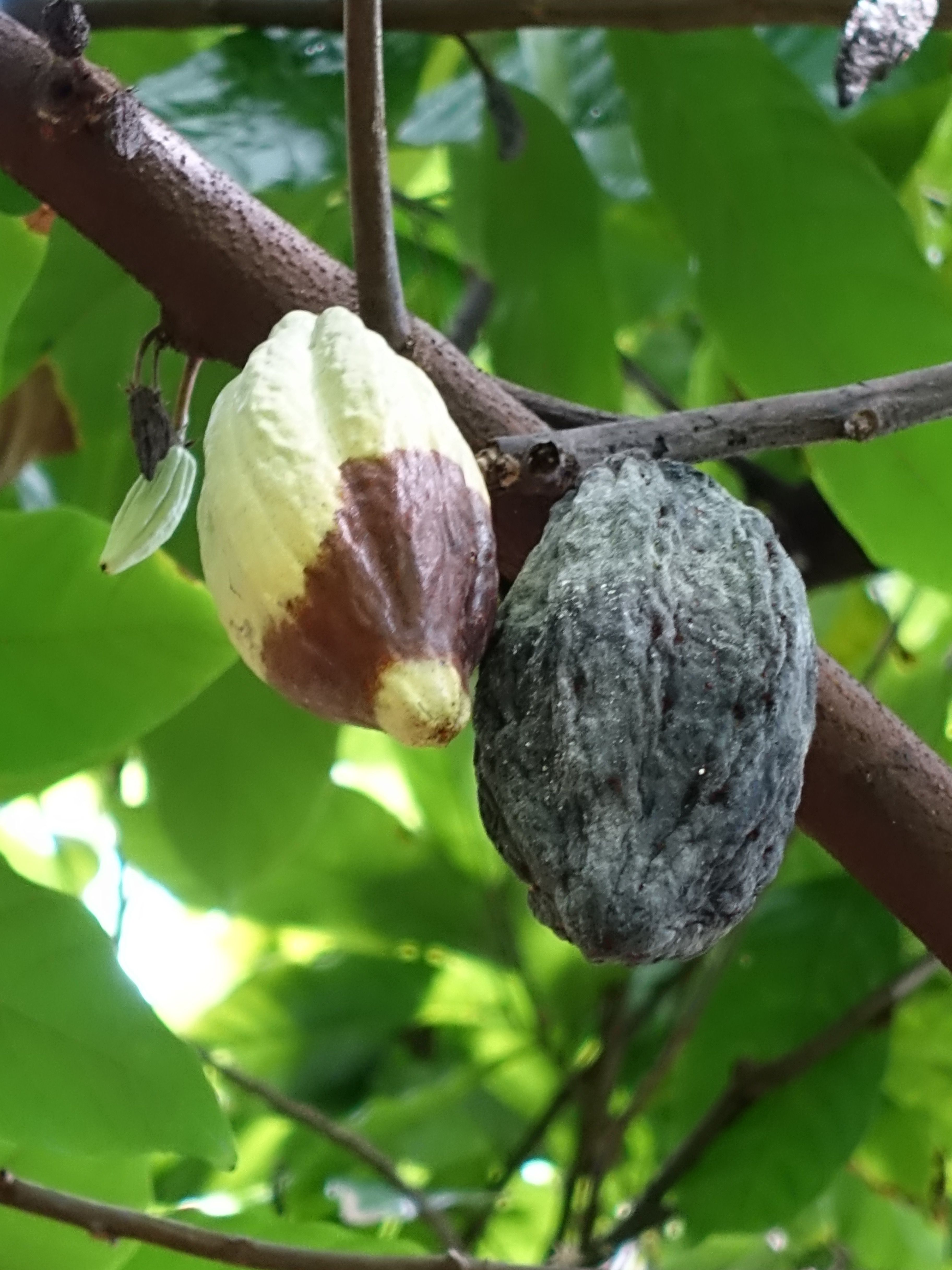
Cabosses infectées, celle de droite complètement momifiée reste suspendue à l'arbre.

L'infection peut se produire à n'importe quel stade du développement des cabosses, provoquant le flétrissement et la mort des jeunes cabosses et détruisant les fèves des cabosses mûres,.
Les cabosses complètement infectées (momifiées), qui se déshydratent ensuite, constituent une source d'inoculum de Phytophthora palmivora pendant au moins 3 ans.
Phytophthora megakarya provoque les mêmes symptômes que Phytophthora palmivora, mais leur apparition est plus rapide et ils produisent généralement une plus grande quantité de spores. Les deux espèces d'oomycètes, Phytophthora palmivora et Phytophthora megakarya, causent également des chancres sur l'écorce, les coussinets floraux et les chupóns, et des chancres à la base du tronc pouvant s'étendre aux racines principales. Les chancres ont été identifiés comme l'une des sources d'inoculum de la maladie de la pourriture brune.
De plus, le schéma d'infection causé par Phytophthora megakarya part du sol et s'étend jusqu'à la canopée, mais aucun modèle distinct d'infection de la maladie causée par Phytophthora palmivora n'a été signalé. Ce schéma d'infection pourrait être dû à Phytophthora megakarya et Phytophthora palmivora qui peuvent survivre dans le sol et Phytophthora megakarya pourrait survivre dans les racines de certaines espèces d'arbres d'ombrage qui se trouvent dans les plantations de cacaoyers<.

## Méthodes de lutte
Plusieurs méthodes sont disponibles pour lutter contre la pourriture brune des cabosses du cacaoyer : lutte culturale, chimique, biologique et lutte intégrée. De plus, la culture de variétés résistantes aux agents pathogènes de  la pourriture brune  est une alternative pour réduire l'incidence de la maladie.

### Lutte culturale
Diverses pratiques culturales peuvent être mises en œuvre dans les plantations de cacao pour lutter contre la pourriture des cabosses. Un espacement de 3,1 x 3,1 mètres et la taille des arbres sont recommandés pour l'implantation des cacaoyers afin de donner plus de lumière et de circulation d'air autour des arbres. Cela réduit le niveau d'humidité qui est un facteur favorisant de la maladie. L'élimination des cabosses infectées, présentant des symptômes de la pourriture brune, doit également être effectuée pour éliminer des sources d'inoculum.
Selon une étude, l'utilisation de paillis de litière dans les cacaoyères est pratiquée en Papouasie-Nouvelle-Guinée, ce qui contribue à réduire la population de P. palmivora, et pourrait donc réduire l'infection des cabosses, en particulier au début de la saison des pluies. La litière de feuilles a permis un déclin rapide de la récupération des agents pathogènes dans les tissus des cacaoyers colonisés après 18 semaines, comparée à un couvert végétal.
Cela s'explique par un taux d'humidité plus élevé et à l'activité d'autres microbes sous la litière de feuilles qui réduisent la survie de Phytophthora cinnamomi, comme le documentent Aryantha et al.  (2000).
On a montré qu'une récolte plus fréquente (c'est-à-dire deux fois par semaine) des cabosses mûres  et l'enlèvement des cabosses infectées sur le sol réduisent considérablement l'incidence de la maladie et améliorent le rendement en cabosses par rapport à une récolte et un enlèvement moins fréquents (c'est-à-dire une fois par mois). De plus, les cabosses saines éparpillées sur le sol doivent également être enlevées, car elles seront infectées et deviendront une source d'inoculum.
La  prophylaxie est une méthode culturale de lutte contre la pourriture brune. Les pratiques prophylactiques consistent en l'élimination des mauvaises herbes, la taille, l'éclaircissage et l'élimination des cabosses infectées et momifiées toutes les deux semaines afin d'éliminer des sources d'inoculum. On a observé que l'élimination sanitaire des cabosses réduit considérablement l'incidence de la maladie, de 9-11 % à 22-31%, cette pratique éliminant les sources d'inoculum secondaires. Cependant, l'augmentation de l'incidence de la maladie après la saison des pluies est très probablement due à la propagation de l'inoculum du site de survie par la pluie. L'application de fongicides après l'assainissement est couramment effectuée pour un contrôle efficace de la maladie, car les pratiques sanitaires à elle seules ne permettent pas d'éliminer complètement les sources d'inoculum.

### Lutte chimique

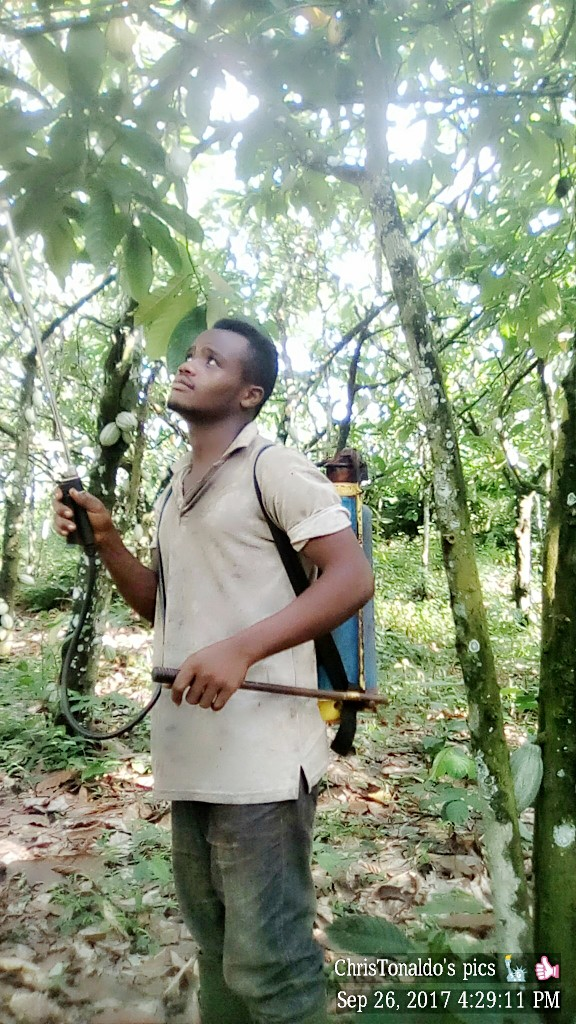
Application de fongicide chimique sur cacaoyer au Cameroun.

On a démontré au Nigeria que l'application d'un fongicide à base de cuivre réduit considérablement l'incidence de la pourriture des cabosses. Le métalaxyl (Ridomil) et l'oxyde cuivreux (Perenox) ont permis d'augmenter le nombre de cabosses saines récoltées par rapport à l'application de fosétyl-aluminium (Aliete) et au traitement témoin. En outre, le moment de l'application du fongicide a des effets positifs sur le rendement final en cabosses. L'application a été effectuée avant août, soit avant l'épidémie principale de la maladie qui survient généralement en septembre et octobre.
La norme recommandée pour l'application de fongicides pour lutter contre la pourriture brune causée par P. megakarya au cours d'une saison correspond à 6 à 8  applications toutes les 3 à 4 semaines. Cependant, l'adoption de cette recommandation était très faible parmi les agriculteurs du Ghana. Par la suite, une expérience avec un nombre réduit d'applications de fongicides a démontré qu'on obtenait une réduction de 25 à 45 % de l'incidence de la maladie.
Pour lutter contre la maladie et améliorer le rendement, les mesures prophylactiques et trois applications de fongicide Ridomil 72 plus (12 % de métalaxyl + 60 % d'oxyde cuivreux) ont montré un meilleur résultat que les mesures prophylactiques seules ou associées avec une ou deux applications de fongicide. Cependant, une application réduite de fongicide s'est avérée beaucoup moins efficace que la recommandation standard .
La compréhension de la source de l'inoculum, de la quantité d'inoculum infectieux produite, et de la manière dont la maladie est disséminée, est importante pour identifier la méthode appropriée et économique d'application de fongicides. Par exemple, l'application de fongicides sur le tronc aide les agriculteurs à limiter la propagation de la maladie dans la canopée, car il est difficile d'atteindre la canopée lors de l'application des fongicides. Cela permet finalement d'économiser du temps, de la main-d'œuvre et des coûts de gestion de la maladie.

### Lutte culturale et chimique
Au Ghana, une étude combinant des mesures prophylactiques et l'application de fongicide a montré une réduction significative de l'incidence de la maladie, avec une plus grand incidence de la pourriture des cabosses observée sur les cabosses du tronc que dans la canopée dans le traitement de contrôle (pas d'application de fongicide). Cela suggère que l'application d'un fongicide sur le tronc protège les cabosses de l'infection et réduirait le taux d'infection primaire et secondaire, à la fois sur le tronc et dans la canopée. De plus, l'application de fongicide systémique (phosphonate de potassium) avec une et double injection (20 ml et 40 ml de fongicide pour chaque fréquence d'injection) et semi-systémique (métalaxyl) a montré un meilleur résultat par rapport aux fongicides de contact (à base de cuivre) dans les deux sites concernés par l'expérience.

### Lutte biologique
L'application intensive de fongicides chimiques présente le risque de sélectionner des agents pathogènes résistants et de provoquer des pollutions du sol et de l'eau. Des méthodes plus durables et plus respectueuses de l'environnement, telle que la lutte biologique, devraient donc être mises en œuvre.
On a identifié  plusieurs espèces de champignons du genre Trichoderma comme des endophytes bénéfiques pour lutter contre la pourriture des cabosses due  à Phytophthora sp. Un isolat de Trichoderma asperellum d'origine tellurique a été observé comme un mycoparasite potentiel de Phytophthora megakarya là où ce champignon a le potentiel de réduire l'incidence de la pourriture des cabosses en culture au Cameroun. En cas de traitement à l'aide de T. asperellum pour lutter contre la maladie, une incidence modérée (47 %) des cas de pourriture brune a été constatée, comparée au cas des arbres non traités (71 %) ou traités à l'aide de fongicide  chimique (1,73 %).
Une autre espèce, Trichoderma virens a également montré qu'elle pouvait réduire l'incidence des cas  de pourriture des cabosses au Pérou.
Au Brésil, une nouvelle espèce, Trichoderma martiale Samuels, sp. nov., a été identifiée comme endophyte du cacaoyer, avec la capacité de réduire les symptômes de la pourriture brune due à P. megakarya. Cette espèce d'endophyte survit sur les cabosses de cacaoyer et a la capacité d'établir une longue association endophytique avec l'hôte (environ 3,5 mois). Néanmoins, la protection contre la pourriture brune des cabosses par la lutte biologique n'est pas aussi efficace que la lutte chimique à l'aide de fongicides,.

### Variétés résistantes
Il n'existe pas de variété spécifique de cacaoyer résistante aux infections causées par les espèces de Phytophthora. De nombreux programmes de sélection ont été mis en place dans le monde afin de cribler et de tester des hybrides locaux pour la résistance aux maladies dues aux Phytophthora sp. Par exemple, une étude réalisée au Cameroun a évalué la performance de cultivars locaux de cacaoyer (le cultivar du sud et du nord du Cameroun) comparée à celle des cultivars des banques de gènes locales et internationales. Le cultivar de la banque de gènes locale était un hybride F1 issu du croisement 'Upper Amazon' x 'Trinidad', et un cultivar international de Papouasie-Nouvelle-Guinée et d'Amérique latine a été fourni par la banque internationale de gènes de cacaoyer de Trinidad (Trinité-et-Tobago). Sur la base des informations fournies par les agriculteurs et des tests de disques foliaires pour évaluer la variété résistante, les cultivars locaux sélectionnés dans les champs des agriculteurs ont montré une certaine résistance à P. megakarya par rapport aux autres variétés. On a ainsi conclu qu'il existe des variétés potentiellement résistantes disponibles dans cette zone.
En outre, des travaux moléculaires sur le développement de variétés résistantes à la pourriture brune sont en cours par l'agence CEPLAC (Comissão Executiva do Plano da Lavoura Cacaueira) au Brésil et un programme de sélection axé sur la résistance à la pourriture brune des cabosses sera établi et permettra de commercialiser des variétés résistantes.

## Importance économique
Cette maladie, si elle n'est pas traitée, peut détruire les arbres et annihiler les rendements. Chaque année, la pourriture brune des cabosses du cacaoyer entraîne une perte de rendement en cabosses estimée entre 20 et 30 % et tue environ 10 % des arbres.